# Małgorzata Dagmara
Małgorzata Dagmara Przemyślidówna, czes. Markèta Dagmar, duń. Dagmar (ur. ok. 1186, zm. 24 maja 1212 lub 1213 w Ribe) – królowa Danii.

## Życiorys
Małgorzata była córką króla Czech Przemysła Ottokara I i jego pierwszej żony – Adelajdy Miśnieńskiej. W 1193 r. wraz z rodzicami zbiegła do Miśni. W 1197 r. powróciła do Czech. Jednak już rok później Przemysł Ottokar I rozwiódł się ze swoją żoną. Adelajda wraz z dziećmi ponownie udała się na wygnanie. W 1204 r. przybyło do Miśni poselstwo duńskie, prosząc o rękę Małgorzaty dla króla Waldemara II Zwycięskiego. W 1205 r. Adelajda wraz z dziećmi wróciła na krótko do Pragi. Jeszcze w tym samym roku w Ribe odbył się ślub Małgorzaty i Waldemara II. Wówczas Małgorzata przyjęła imię Dagmara.
W Danii Dagmara była znana z dobroczynności i była kochana przez lud. Wysławiano także jej urodę i łagodność charakteru. W 1209 r. urodziła syna Waldemara, zwanego Młodszym, który w 1218 r. został przez ojca ukoronowany na współkróla Danii. Dagmara zmarła w czasie porodu następnego dziecka. Jej grób w Ringsted został otworzony z polecenia Fryderyka VII w 1855 r., ale prócz fragmentów szkieletu niczego nie znaleziono.

## Miejsca pamięci
Dagmara została pochowana w kościele św. Benedykta w Ringsted na Zelandii. Upamiętnia ją prosty nagrobek w posadzce świątyni. Na ścianie kościoła znajduje się malowidło przedstawiające królową podczas modlitwy. We wrześniu 1928 r. wmurowano metalową tablicę przedstawiającą popiersie Dagmary i ją samą w otoczeniu męża i poddanych. Znajduje się na niej okolicznościowy napis w językach czeskim i duńskim. W jednej z kaplic można zobaczyć kopię krzyża Dagmary. Został on znaleziony w jej grobie w 1683 r. Oryginał, przechowywany w Muzeum Narodowym w Kopenhadze, został wykonany w Bizancjum na przełomie X i XI w. Jego imitacje są sprzedawane jako pamiątki dla turystów. W Ribe w miejscu dawnego zamku (Slotsbanke), gdzie zmarła Dagmara, znajduje się jej pomnik przedstawiający królową na dziobie okrętu. Na bazie została przedstawiona scena jej śmierci.

## Galeria

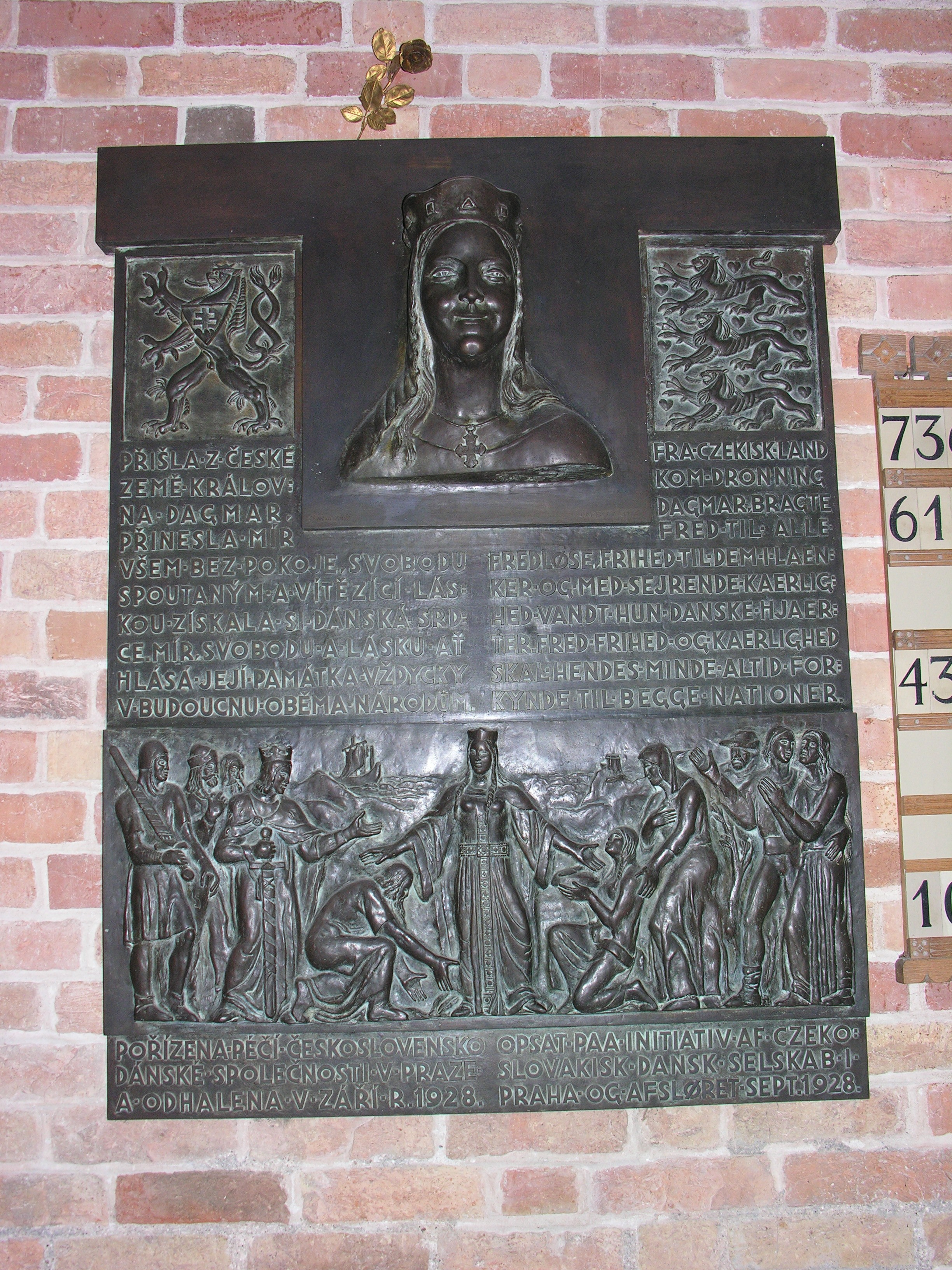
Tablica ku czci Dagmary w kościele św. Benedykta(inne języki) w Ringsted
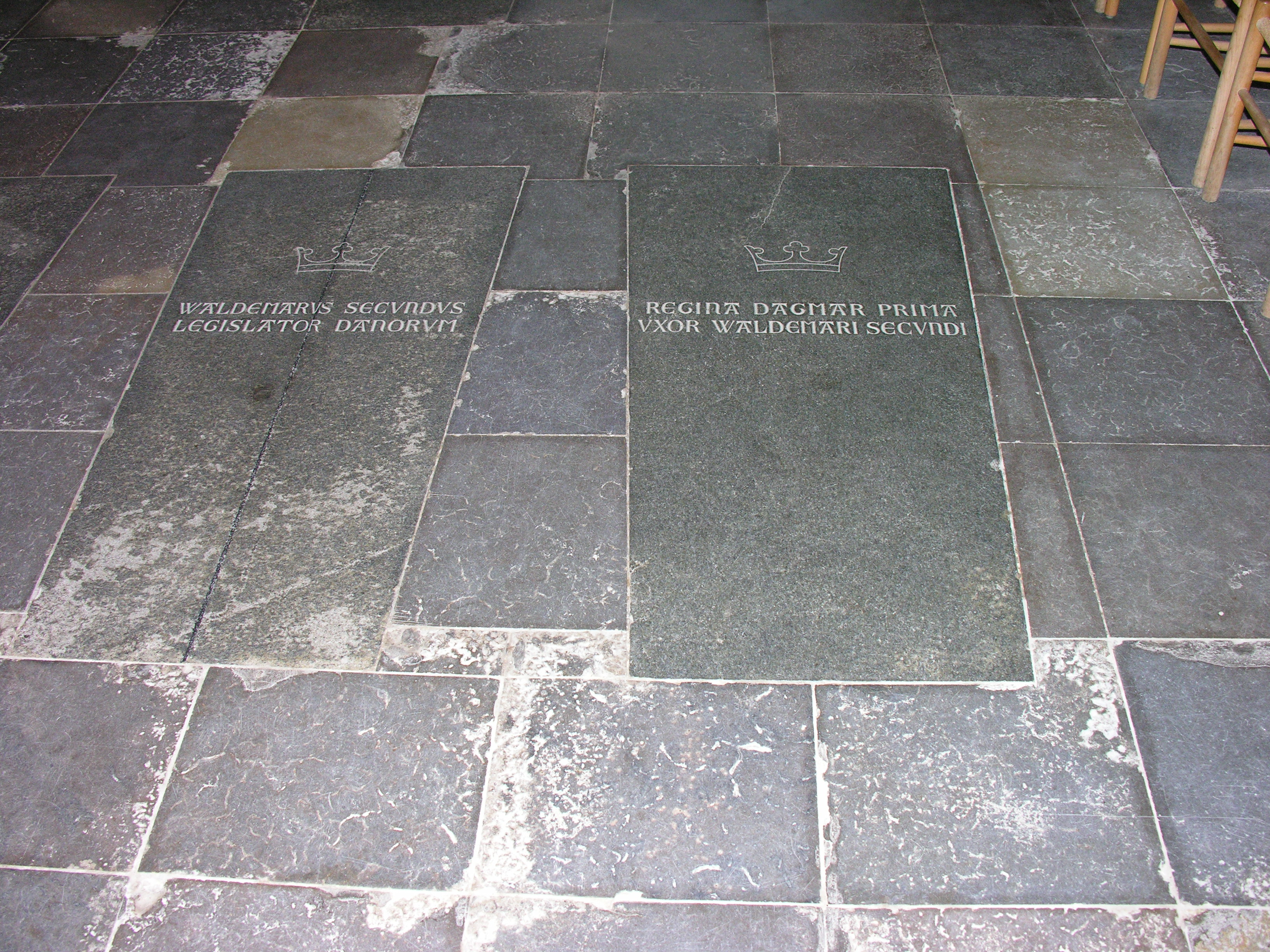
Grób Dagmary i jej męża w Ringsted
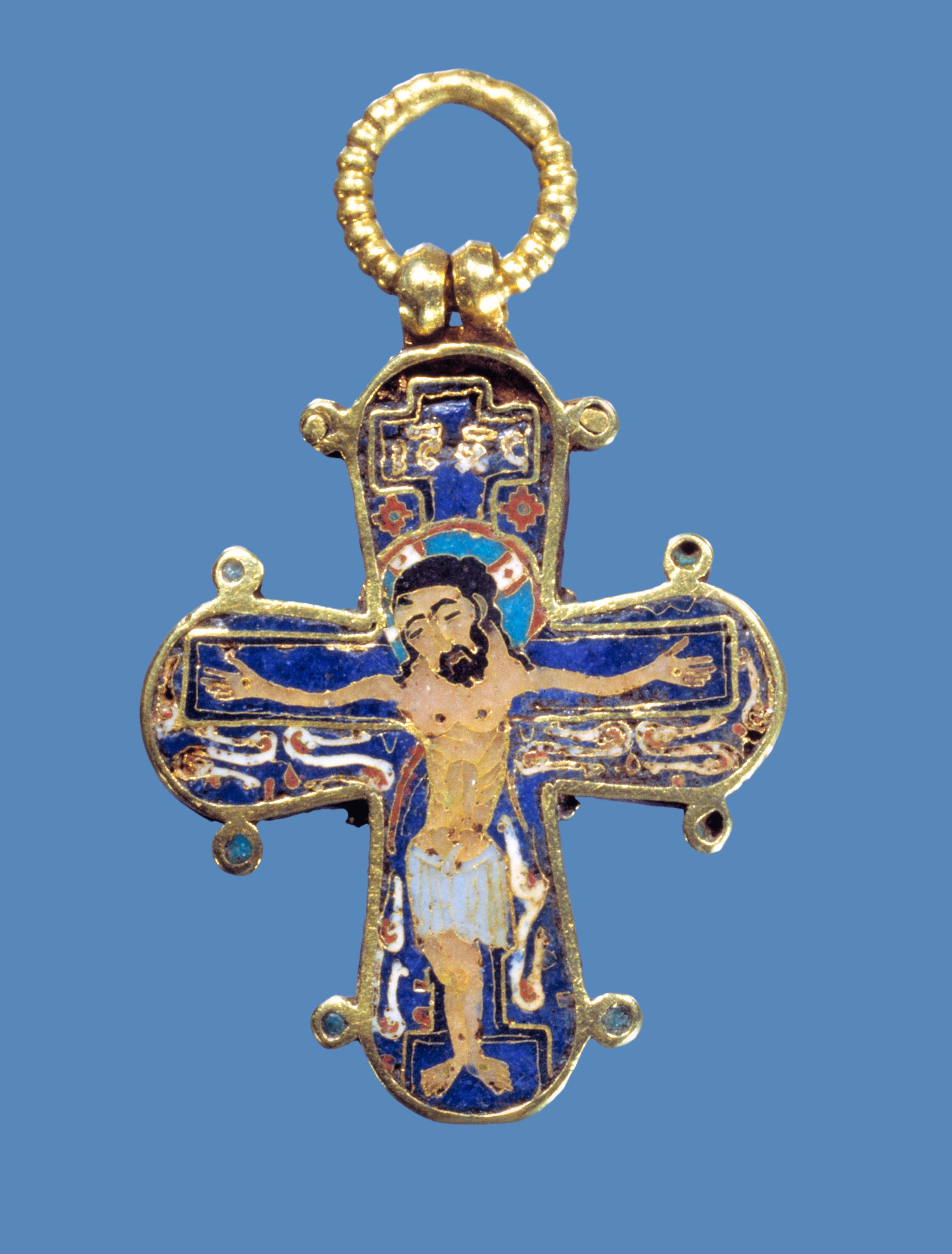
Krzyż znaleziony w grobie Dagmary w 1683 r.
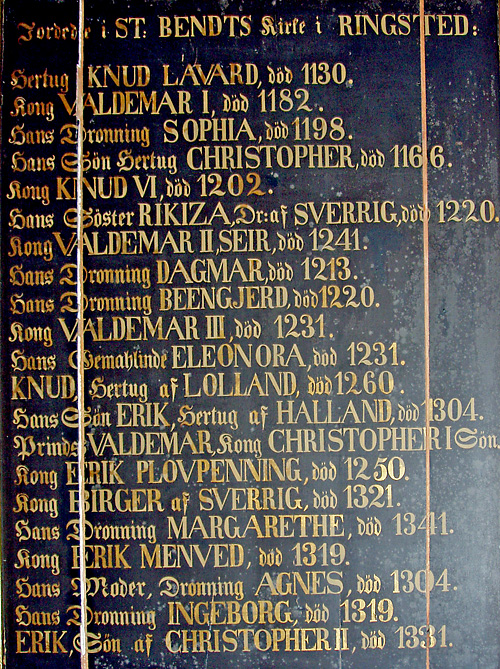
Tablica upamiętniająca pochówek królowej w Ringsted
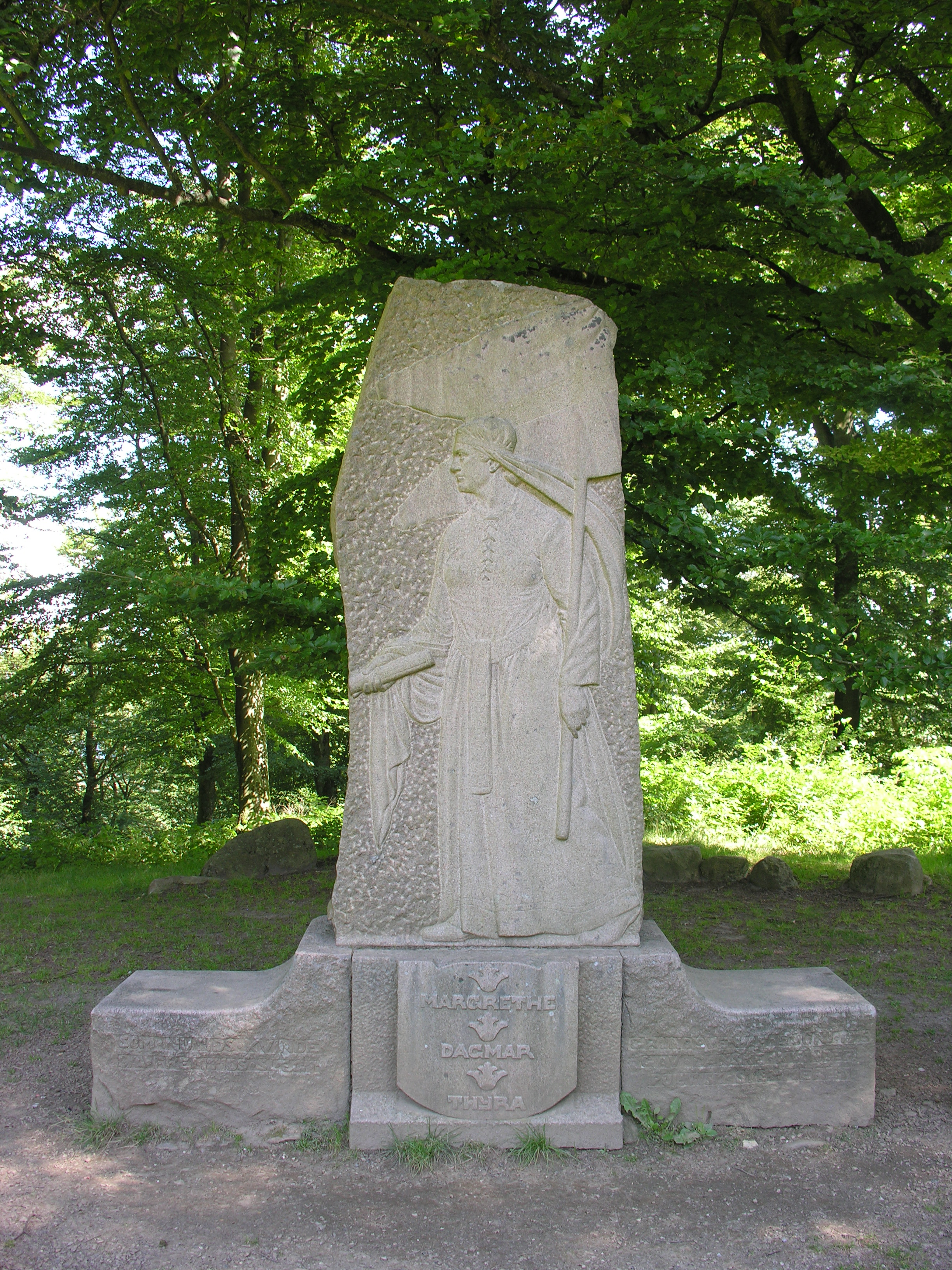
Pomnik na Himmelbjerget
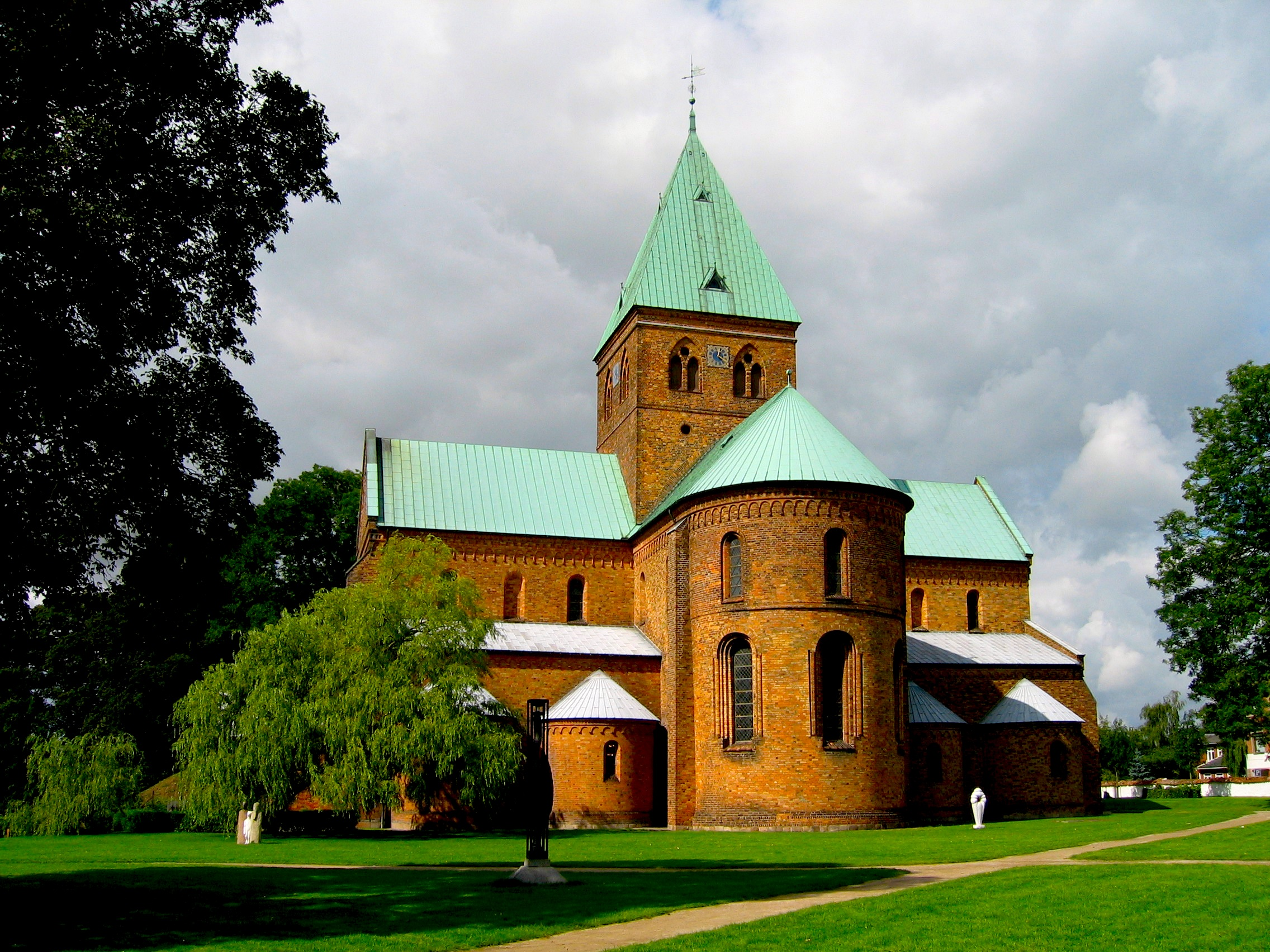
Kościół św. Benedykta w Ringsted, miejsce pochówku królowej